# 紅 (小説)
『紅』（くれない）は、片山憲太郎による日本のライトノベル。イラストは山本ヤマトが担当している。同作者の『電波的な彼女』と社会背景や登場人物がクロスオーバーした、アナザーストーリーに位置付けられている。2020年10月時点でシリーズ累計部数は190万部を突破している。

## 沿革
旧版の原作はスーパーダッシュ文庫（集英社）にて2005年12月から2008年4月まで刊行された。
原作イラストを担当する山本ヤマトにより漫画化された。漫画版『紅 kure-nai』は2007年8月に『赤マルジャンプ』にて予告編が掲載されたのち、2007年11月に創刊された『ジャンプスクエア』創刊号から2012年7月号まで連載された。
2007年12月21日に集英社ドラマCDが発売され、2008年4月から同年6月までテレビアニメが放送された（担当声優はドラマCDとテレビアニメほぼ同一）。2008年5月23日に公式ファンブック、2008年7月16日にDVD第1巻が発売。またテレビアニメと関連して、2008年3月から同年6月までネットラジオ『紅ラジオ「おとなの時間」』が放送され、2008年12月20日にTVアニメーション版ドラマCDが発売された。
2008年12月5日から集英社ヴォイスコミックステーション「VOMIC」で漫画版を基にした作品が配信されている。
漫画版『紅 kure-nai』をベースにした『紅 kure-nai』第5巻アニメDVD付き予約限定版が2010年7月2日に発売され、第6巻アニメDVD付き予約限定版が2010年12月3日に発売された。
2014年12月19日には、およそ6年ぶりとなる新刊『紅〜歪空の姫〜』をダッシュエックス文庫から刊行すると共に、過去の3巻も新装版として同レーベルより刊行された。

## あらすじ
五月雨荘に住む駆け出しの揉め事処理屋・紅真九郎の元へ、恩人であり尊敬する大先輩・柔沢紅香が1人の少女を連れて来た。世界屈指の大財閥の御令嬢、九鳳院紫の護衛を依頼したいと言う。世間知らずだが好奇心旺盛な紫との共同生活に慣れた頃、彼女を狙う人物が2人を襲う。依頼の裏に隠された彼女の真相を知ったとき、真九郎が選んだ行動とは。

## 登場人物

### メインキャラクター
紅 真九郎（くれない しんくろう）
声 - 沢城みゆき
主人公。高校生。星領学園1年1組。16歳。五月雨荘5号室在住。
8年前にアメリカで起きた国際空港爆破事件に遭い両親・姉と死別した後、幼馴染の村上銀子の家に厄介になっていたが、国際的な児童誘拐事件に銀子と共に巻き込まれてしまう（これが原因でいじめの被害者になった経験もある）。その時助けに現れた揉め事処理屋の柔沢紅香に憧れ、弟子入りを望むが断られる。その代わり彼女の紹介により裏十三家の崩月家へ弟子入りし、法泉の元で自身の全てを崩月流の修得へと捧げた。その修行の過酷さは、体中の骨で一度も折れていない箇所はないと回想されるほどである。何度も折られ、砕かれ、叩き潰され、内臓の位置さえ変わるような過酷な修行を経て、常軌を逸した肉体改造を施された。戦いにおいては肉も骨も戦鬼と呼ばれる崩月の力を使うのに適したものへと変化させ、「崩月」の戦鬼となる。その後、崩月家を出て、高校入学と同時に五月雨荘に入居し、揉め事処理屋を開業する。
崩月家当主・法泉の角を右腕に移植し、その力を解放することにより驚異的な剛力を発揮する。力はまだまだ未熟で感情により左右されるものの真に覚醒したときの能力は凄まじく、悪宇商会の星噛絶奈との再戦時、情け容赦を完全に捨てて怒りを引き金に力を解放した際には、角の根元に亀裂が入りそこから蒸気を吹き上げ、列車に轢かれても全く無傷だった星噛絶奈に対しマトモなダメージを与えるほどの凄まじい力を発揮した。優しい性格が災いして戦いとなると恐怖で足が震えてしまうが、覚悟を決めた時には一転してリン・チェンシンをも圧倒するほどの覇気を見せる。
崩月流として対戦する際は、「崩月流甲一種第二級戦鬼、紅真九郎」と名乗りを上げて対峙する。
銀子曰く「普通の犯罪者なら余裕で勝利、プロの戦闘屋は戦鬼にならないと敗北確定、裏十三家が相手ならば戦鬼になってようやく勝率50%以下」と評価が低い。だが、いざ戦鬼化すればプロの戦闘屋を軽く退け、あまつさえ作品世界で最強クラスのグループである裏十三家の戦闘者とも本人の覚醒待ちといった状況下ではあったが互角に渡り合った。強かったり弱かったりと能力に不安定さがみられるものの、これまで遣って来たことを考えればれっきとした超一流のエージェントである。
学業成績に関しては努力してやっと平均が取れる程度で、仕事との兼ね合いで勉強が疎かになってくるととたんに赤点になるほど。作中において親しい男友達が居るような描写がないので交友関係については不明。学校内では比較的大人しくしているようで、あまり目立たない存在ではあるがそれなりに学校生活を上手くこなしている様子。夕乃や銀子など身内と仲が良く学校内でよく喋っている。家事全般に関しては夕乃に仕込まれたせいか有能。女性の扱いについては夕乃から徹底的に仕込まれており、その教育の成果から周囲の女性陣の我侭を何の抵抗もなく自然に聞き入れてしまう。そのため日常生活におけるヒロイン達の押しには弱く、その優しい言動から無自覚に相手を勘違いさせてしまう事もしばしば。ただし周りの女性からの好意に全然気付けていないため、ヒロイン達の好意的振る舞いに鈍感。「神なんか存在していても、きっとロクな奴じゃない。」と云うほど、彼の周りの様々な人物から次々トラブルやアクシデントが持ち込まれ、その都度まともに関わってしまうため四六時中悩みが絶えない苦労人。
大好きな家族を失くしたことへの絶望や悲しみから度々悪夢に苦しんでいたが、紫によって癒されていく。
九鳳院 紫（くほういん むらさき）
声 - 悠木碧
メインヒロイン。世界屈指の大財閥にして表御三家の筆頭、九鳳院家の息女。整った顔立ちの聡明かつ奔放な美少女。公立小学校1年3組出席番号8番。7歳。公式には九鳳院家の当主・九鳳院蓮丈とその妻の子とされるが、実際は蓮丈と実妹・蒼樹との間の子である。
九鳳院家は近親婚を繰り返した弊害（遺伝子疾患）により近親相姦でしか子孫を残せず、その事実を隠すため九鳳院に生まれた女子はその存在自体を世間から隠され、奥ノ院と呼ばれる隔離施設で九鳳院の後継者を産むためだけに一生を過ごす。よって紫も九鳳院の家系図には載らず、学校にも通っていなかった。しかし真九郎の師である柔沢紅香が、友である紫の母・蒼樹との約束（後に産まれる我が子が女の子だったら、その子の願いを一つだけ叶えてやってほしいというもの）を果たすため奥ノ院に乗り込み紫に願いを尋ねたところ、「恋をしてみたい」と答えたため、紅香により奥ノ院から連れ出される。そして紅香の直感により真九郎の元に預けられ、真九郎との共同生活を通じて次第に彼と心を通わせていく。
真九郎を非常に慕っており、相思相愛の恋人だと自称して将来は結婚すると宣言している。自分の気持ちに真っ直ぐで、明るく元気で自由奔放（わがまま）な性格だが、実はかなりの寂しがり屋で甘えん坊。自分の非や間違いを率直に認めて反省する素直さもある。奥ノ院での教育方針の影響もあり世間一般の常識には疎いが、好奇心が旺盛なため、解らないことがあれば真九郎に質問して来る。ただし7歳の少女が知るには早すぎる内容も多々あり、真九郎が回答に苦慮する場合が多い。ちなみに、その類の質問は環が吹き込んでいる場合が多い。
直感で人の嘘を見抜いてしまう能力の持ち主。年相応の幼さがあり子供っぽく振舞っているが、彼女に対して油断したり敵に回してしまうとしっぺ返しを喰らう。普段は涙を目薬で演じるような演技派だが、真剣に向かってくる相手に対して嘘を吐くのは下手。
崩月家の長女である夕乃とは真九郎を巡って対立している（天敵の間柄）。ちなみにファーストキスは7歳で相手は真九郎。
大好きな人は真九郎と実母。苦手な食べ物はピーマン。
集英社ドラマCDでは一人称が「紫」となっている。
崩月 夕乃（ほうづき ゆうの）
声 - 新谷良子
ヒロイン。真九郎より1つ年上で、星領学園2年。17歳。裏十三家の一つ、崩月家当主の孫娘で崩月流次期後継者。
崩月家に弟子入りした真九郎にとっては姉のような存在。才色兼備で聡明な彼女には学内のファンが非常に多い。辞書で「大和撫子」の意味を引いたら「崩月夕乃のこと」と書いてある、とは星領学園男子生徒の評価。しかし彼女にとって真九郎以外は眼中に無く、周囲からのアプローチにはまるでなびかない。真九郎を一人の男性として好いており将来崩月家へ婿入りさせるべく積極的にアプローチしている。しかし真九郎の鈍感さゆえいつも本気にとってもらえず空回り気味である。
優しげな顔に似合わず頑固で気が強く、正義感も強いため場面によっては好戦的な性格にも映る。誠実で誰にでもやさしくて行動力もある真九郎に周りの女性がことごことく好意を寄せていくため、真九郎を誰にも奪われたくない夕乃は劇中ハラハラしどおしである。真九郎に好意を寄せる女性に対しては毎回さりげなく敵意を示し、言葉と行動で牽制し、真九郎に悪い虫が付かないように健気に頑張っている。嫉妬深く、女性と親しくしている真九郎を見ると機嫌を損ねてしまう。真九郎の交遊関係（特に女性関係）に対する思い込みが激しくてよく勘違いをする。幼い頃から真九郎に女性の扱い方について色々と教え込んでおり、人生の指針として「年上の女房は金の草鞋を履いてでも探せ」と繰り返し吹き込んでいた。
真九郎のもう一人の師のような存在であり、現在でもたまに組み手を行っている。真九郎より強い。彼女もまた戦鬼化できる（崩月家直系の者は角を持って生まれるため）。『歪空の姫』で初めて発動し、真九郎が片腕しか角を発動させてる描写しかないのに対し、彼女の場合両腕に角を発動させた（真九郎の角よりも細身）。ファンブックによると戦鬼化すると星噛絶奈より強くなる場合があるらしい。『歪空の姫』ではマンションの支柱を平手で殴りつけて大揺れさせるほどの力を見せた。老若男女を問わず真九郎に敵対する者は敵として徹底的に叩き潰そうとする気概を持つ。位階は崩月流甲一種第一級戦鬼。
真九郎が崩月家を出て一人暮らしをすることを強く反対していて、今でも崩月家に帰ってくるよう願っている。
真九郎が崩月家に居候していた間、彼の授業参観は夕乃が行っていた。
真九郎を巡り、九鳳院紫とは天敵の間柄である。銀子とも犬猿の仲で、紅香のことも嫌っている（いずれも真九郎と親し過ぎるため）。
法泉の知り合いだという神主のいる神社の巫女のバイトをしている。
漫画版では竜士に連れて行かれた紫を追おうとする真九郎を力ずくで止めようとするが（真九郎に九鳳院と敵対するリスクを負わせないため）、彼を送り出そうとする環と対決することになってしまった。
村上 銀子（むらかみ ぎんこ）
声 - 升望
ヒロイン。星領学園1年1組。16歳。真九郎にとって幼稚園からの幼馴染で唯一の親友。いわゆるツンデレ。
裏世界では有名な情報屋、村上銀次の孫にあたり、その地盤を引き継いで情報屋を営んでいる。貯金は既に8桁に達するらしい。 大の運動音痴でそれによって自衛の手段を持てないため、祖父から受け継いだ情報はネット上のみでしか使用していない。
クラスで一番早く学校に行き、教室で朝食を食べる。真九郎が通学する日は真九郎が買ってくる。好物は菓子パン。表面上はクールかつ無愛想で人付き合いも悪く、学内ではほとんど何時でも一人でノートパソコンの操作をしていて、友人と呼べるものは真九郎以外皆無の模様。一方で、内面は面倒見がよく情に厚い面も見られ、隠れた才色兼備でもあるのだが、上記の点が災いしてその素顔を知る者は真九郎以外にいない状態。崩月家（特に夕乃とは犬猿の仲）と紅香を嫌っている。しかし子供に対しては非常に優しく接し、夕乃とは犬猿の仲である紫とも、紫の授業参観の際にすぐ親しくなれた。
幼い頃は、真九郎と結婚して親の営むラーメン屋「楓味（ふうみ）亭」を継ぐことを夢見ていたが、真九郎が揉め事処理屋となってからは、情報屋として真九郎をサポートしている。しかし銀子は真九郎が危険な揉め事処理屋になることには強く反対しており、今も快く思っていない。そのため、彼が仕事関係で上手くいかないことがあると、揉め事処理屋を辞めて「楓味亭」で働くように度々薦めている。情報屋としてのサポートはビジネスなので口では厳しく接している（が、実際はわりと甘い）。
クラスで一番の細身。自分の貧弱なプロポーションに多少は悲観しているようで、食べる量を増やしているが、さっぱり肉が付かない。
真九郎に好意を持っているが、紫や夕乃のような積極的なアプローチは行っていない。しかし、真九郎に「愛してる」と言われ、「あたしもよ」と返すような普段の彼等らしく無いやりとりをたまに行う。真九郎の色々な過去を知っている唯一の存在なので、真九郎は頭が上がらない。紫に慕われている真九郎のことを「ロリコン」と評している。
漫画版では真九郎への好意がより顕著に表現されている。
真九郎があげたマグカップを大事に使うなど、可愛らしい一面も持ち合わせている。
柔沢 紅香（じゅうざわ べにか）
声 - 石毛佐和
女性。年齢不詳。業界最高クラスの実力を持つ揉め事処理屋。一児の母。銃の扱いに長けている。かつて真九郎が巻き込まれた誘拐事件を颯爽と解決しており、その活躍を目の当たりにした真九郎が、揉め事処理屋を目指し目標とするようになった張本人である。
かつて九鳳院家に雇われていて奥ノ院で警備を行っていたことがあり、そこで紫の母・蒼樹と知り合い、親友も同然の存在となる。その際、九鳳院蓮丈とも知り合ったようだが、2人の間に何があったかは不明。
闇絵とは古い知り合いらしく、顔を合わせると必ず嫌味のようなものを交換する。
愛車は漆黒の流線型で特注車。紅香が乗れば、白バイでも追いつけない。
『醜悪祭』において星噛絶奈に襲撃され死亡したと噂されるが、『醜悪祭』の後日談『祭の後』にて生存が判明。絶奈の奇襲で受けた傷も完治したようである。ちなみに絶奈に遅れをとったのは、息子が体調を崩し、急いでいた隙を突かれたからで、死亡説が出たのは怪我した直後に息子の看病に向かい、息子が完治してからは休暇を取っていたため。
真九郎に教えられるまで「授業参観」の言葉そのものを知らなかった。

### サブキャラクター

#### 五月雨荘の住人
闇絵（やみえ）
声 - 木村はるか
五月雨荘4号室に住む女性。五月雨荘で一番妖しい人物。
つばの広い帽子、皮の手袋、ブラウス、ロングスカート、ハイヒールという出で立ちで、その全てが黒。この黒い服は喪服を模している。首からこぶし大のドクロの首飾りをぶら下げている。
年齢不詳、職業不明。ヘビースモーカーで、夕暮れ時にはよく木の枝に座っている。ダビデという名の黒猫を飼っている。
真九郎のことを少年と呼び、気に入っているようで、真九郎が行き詰ると、あれこれと助言を与えてくれる。
武藤 環（むとう たまき）
声 - 真田アサミ
五月雨荘6号室（真九郎の隣の部屋）に住む女子大生。年齢は20代前半。五月雨荘で一番騒がしい人物。作者曰く、特殊能力無しなら作中最強の人物である。素手で岩をも砕き、下駄でフルマラソンを走り切るらしい。
よく見れば美人だが、とにかく身だしなみに気を遣わず、素行も「山猿みたいな習性」と評される程に女らしくないので、素材を全て台無しにしている。大酒呑みで酒癖が悪く、所構わず酔っ払い、下ネタを平然と振りまくるエロ女。AVや半端ではないマイナー映画が大好きで、どこからか仕入れてはよく観賞している。
町の空手道場で師範をしている。その道場には円と光という少女が通っているが、それが『電波的な彼女』に登場する円堂円、堕花光のことかは不明。
どこにでも馴染める雰囲気をもっている。
紫にちょくちょく余計なことを教えようとしたり、官能小説を渡す（幸いにも紫は、内容を理解していない）などして真九郎に叱られる。下ネタ大王。
「鉄腕」と対峙しても飄然とした態度を崩さないばかりか戦おうとした。
漫画版では同門の呉木の拳を指2本で止めたり、真九郎の助っ人として、大人数のヤクザを軽々と叩きのめし、真九郎を九鳳院に行かせまいとする夕乃と互角に渡り合う等、活躍する場面が多くなっている。
鋼森（こうもり）
五月雨荘1号室の住人。滅多に部屋に居ない。
五月雨荘で唯一運転免許を持っており、愛車はフォルクスワーゲンのビートル。
真九郎との交流がある五月雨荘の住人は、闇絵と環と鋼森の三人のみらしい。現状（第4巻まで）では名前のみ登場。ヨーロッパを旅行中。

#### 崩月家の人間
崩月 法泉（ほうづき ほうせん）
声 - 石森達幸
裏十三家の一つ、崩月家現当主。作者曰く、特殊能力ありなら作中最強の人物。柔沢紅香をして「絶対にタイマン勝負したくない相手」と断言される程の人物。
真九郎の師匠であり、自らの角の一つを真九郎に託す。裏世界では知らない者は無い崩月流だが、法泉の代で裏世界の権力闘争からは身を引いている。
孫の夕乃と真九郎が一緒になって崩月流を継ぐことを望んでいるようで、二人が性的な方面で親睦を深めることにも非常に寛容。本人自身の女好きの性格も影響してか、真九郎の現状（主に女性関係）に不満は無い模様。若い頃から浮気性で、未だに盛んであり、多くの女性と付き合っている。基本的に色恋沙汰を優先する。
真九郎に自らの角を移植したため、現在も戦鬼化が可能かは不明である。

崩月 冥理（ほうづき めいり）
夕乃と散鶴の母。夫は海外に出張中である。
二児の母ながら若々しく、外見からは実年齢を把握しづらい。ときによって熟練の母親のようにも、高校生の少女のようにも見える。見た目は大和撫子だが、父親の影響か性的な話題には法泉同様寛容。崩月の直系だが、彼女も崩月流を修めているかは不明である。しかし、真九郎が気がつかなかった強者の気配に気がついたため、実力は真九郎より上の可能性もある。

崩月 散鶴（ほうづき ちづる）
声 - 今川怜奈
崩月家の次女で夕乃の妹。現在5歳。性格はとても大人しく人見知りが激しいため、幼稚園では一人で遊んでばかりいる。真九郎を兄のように思い、例によって真九郎に好意を寄せている。真九郎には「ちーちゃん」と呼ばれている。
なお散鶴について、「崩月の血を引いているので修行を始め戦鬼に目覚めたらいずれ真九郎より強くなるのでは」との旨を述べた銀子に対して、真九郎ははっきりと反論できなかった。

#### 九鳳院の関係者
九鳳院 蓮丈（くほういん れんじょう）
声 - 黒田崇矢
九鳳院財閥の総帥にして九鳳院家の現当主。紫や竜士の父。
口と顎に逞しい髭を蓄え、権力者、貴族というよりも世界の転覆を企む革命家の如き異相を持ち、凄まじい眼力で他者を圧倒する。この国の支配者の1人。妹が三人いる（その内一人は他界が判明している）。
九鳳院 蒼樹（くほういん そうじゅ）
声 - 鶴ひろみ
九鳳院蓮丈の実妹。紫の実母であり紅香の古い友人でもある、聡明な女性。紫が3歳の時に他界している。
実の兄で蓮丈を一人の男として恋をし、愛したがゆえに、奥ノ院を出て行くために協力するという紅香の申し出を断る。その代わりとして、紅香とある約束を交わす。
九鳳院 竜士（くほういん りゅうじ）
声 - 岡本信彦
九鳳院家の次男で紫の異母兄。16歳。真性のペドフィリアでありサディスト。13歳の時に飛び級で大学を卒業した秀才で外見も良いが、性格はとことん最悪。奥ノ院の方針（初潮前の女子を抱いてはいけない）により紫を犯せないストレスから、過去に幾度と無く紫に暴力を振るってきた。また、九鳳院家の権力と財力に物を言わせて多くの幼女に性的暴行を加えていた。「鉄腕」を雇い、真九郎から紫を取り戻そうとする。一時は卑劣な手段で紫を手中に収めるが、その後「鉄腕」に勝利した真九郎に痛烈な左アッパーを喰らい、大半の歯を砕かれた。蓮丈がホテルから退出する際、リンの一撃で昏倒し運び出された。
『ギロチン』では、「頭を冷やせ」と蓮丈に命令され海外に飛ばされている。
騎場 大作（きば だいさく）
九鳳院近衛隊に所属する初老の男性。近衛隊の副隊長を務め、隊での階級は第二位。
黒いスーツで身を固め、黒いソフト帽を被り、左目に眼帯をしている。一見するとヤクザの様な強面だが、外見に反して腰が低く礼儀正しい紳士。左目は昔、柔沢紅香との決闘で潰されたものだが、本人はこの傷を名誉の勲章であると誇っている。小学校に通い始めた紫の護衛および送迎を務めている。
紅香とは紅香が今の真九郎より幼い頃からの顔なじみで、顔を合わせては小言を言うので紅香はあまり会いたがらない。
リン・チェンシン
声 - 植田佳奈
九鳳院近衛隊に所属する女性。近衛隊の幹部クラスの実力者で、隊での階級は第八位。
二刀を巧みに操る凄腕の剣士。備前長船を所持している。地面に届きそうな程長い三つ編みをしている。人当たりはキツイが、落ち込んでいる真九郎を言葉は厳しいながらも気を遣って慰めたりと、思いやりのある面もある。
誕生日は5月3日で年齢は19歳だが、少し老けて見える。スリーサイズは上から76、51、80。趣味は時代劇鑑賞で、好きな俳優は「隠密侍千人斬り」の佐東剛。
『ギロチン』では、真九郎と共に志具原理津の護衛を務めるが、切彦と戦い死亡する。
漫画版では存命。容姿・性格ともに原作と大きな違いはないが、九鳳院の意向を無視して自分の判断で紫と真九郎を勝手に結婚させようとし、九鳳院の人間に断りもなく決めても良いのかと真九郎に聞かれて慌てるなどおっちょこちょいな面も目立つ。
志具原 理津（しぐはら りつ）
悪宇商会の殺し屋に命を狙われ（本当は自分で依頼）、真九郎が護衛を務めることになる少女。西里総合病院に入院している。
真九郎が両親を失ったテロ事件に彼女も巻き込まれており、同じく両親を失っている。この事故で多くの臓器を移植し、事故のときの傷と何十回、何百回という手術で胴体部分が変色・変形している。日に何度も手術を受けねばならず、西里総合病院から離れて生きることはできない体となっていた。
志具原の家は九鳳院蓮丈の妻の遠縁にあたる。リン・チェンシンたち近衛隊が彼女の警護にあたっていたのは、蓮丈の厚意によるもの。幼少期の怪我から朝と就寝前にお祈りをするのが彼女の日課。
悪宇商会の「ビッグフット」フランク・ブランカの自爆に巻き込まれ致命傷を負い、真九郎にテロの犯人を自分の分まで殴ってほしいと願い、死亡する。

#### 悪宇商会の人間
斬島 切彦（きりしま きりひこ）
声 - 高橋美佳子
『ギロチン』にて登場。
裏十三家の一つ、斬島家の第六十六代目切彦で、斬島家でも別格の天才少女。14歳。悪宇商会所属の殺し屋。二つ名は「ギロチン」。仕事で世界中を転々としている。処女。
「切彦」を名乗るが、れっきとした女の子。それに困惑する真九郎の手を街中で自らの胸に押し付けるなどやや常識外れな所もある。斬島では本家直系で殺し屋家業を継いだ者が「切彦」を名乗るので、継ぐ前の名がある可能性もあるが、現時点では不明。トレードマークは髪を結んだ黒いリボン。真九郎には「切彦ちゃん」と呼ばれており、本人はその呼び方を「かわいい」と気に入っている。
英語が得意と自称するがその英語は完全に棒読み。暑いのも寒いのも駄目な虚弱体質（刃物を持って豹変しても変わらない）で、おまけに花粉症で猫舌（本人曰く「地球は私の敵」）。アーケードの対戦ゲームが得意で、真九郎と出会った時は50人抜きを達成していた。
普段はダウナーな雰囲気の大人しいゲーマーだが、刃物を持つと大きく性格が変わり、饒舌で非常に好戦的になる。また、普段は棒読みの英語も流暢なスラングを話すようになり、一人称も「オレ」となって男のような口調で話すようになる。そのため、刃物は普段あまり持ち歩かない。
斬島流として対戦する際は、「『斬島』第六十六代目切彦」と名乗りを上げて対峙する。
実力は悪宇商会でも指折りで刃物の扱いが異常に上手く、一流の剣士でさえも刃物の勝負では彼女には敵わず、得物がただの安物の包丁であっても凄腕の剣士を容易く斬殺し、一瞬で人の首を切り落とせる。その刃物を振るう見事な様から「ギロチン」の二つ名を持つ。しかし彼女は剣術などに優れているのではなく、ただ「刃物を扱うのがとてつもなく上手いだけの完全な素人」である。そんな人間が真面目に剣の修行を積んだ剣士をいとも容易く上回ってしまうため、リン・チェンシン他剣士達からは「『斬島』は剣士の敵。剣を学ぶ全ての者にとっての、憎むべき敵だ」と憎まれている。
刃物の良し悪しなどは分かるようだが、刃物自体には執着はないようである。（リンの備前長船を戦いが終わるとゴミ箱に捨てる場面もある）
当初は真九郎を雑魚と見なしていたが、紫の言葉を受けて戦鬼化しフランク・ブランカを秒殺した真九郎を見て、彼を敵として認め、戦いを望む。しかし戦う前に真九郎の人命救助を半ば無理矢理に手伝わされるなど、真九郎の妙な人間性に調子が狂って戦意を削がれてしまい、勝負を預けて去る。
真九郎を「ゆーあーないすがい」と評する。
『歪空の姫』では、自分とは戦わないくせに絶奈と戦った真九郎に対して腹を立てており、再戦の約束をする。その時に、切彦が勝ったら真九郎を舎弟に、負けたら彼女になってもよい、と真九郎に夢中であることを告げる。悪宇商会が襲撃された際は、黒騎士を探しているところを真九郎と魅空の戦闘現場に遭遇、真九郎と共闘した。
漫画版では、真九郎や紫と遊びに出掛ける事が多い。紫に「友だち」と呼ばれて涙を零したり、真九郎にハグを行って顔を赤らめるなど、少女らしい一面を見せる。また陰日向に真九郎達を助けるなど、悪宇商会の一員でありながら、彼らの仲間と言う立場で描かれており、そのことで苦悩する描写が時々出てくる。
また、武器に関しても刃物でなくても切れそうなもの（笹の葉や髪の毛）でも性格が変わる描写がある。
星噛 絶奈（ほしがみ ぜな）
『醜悪祭』にて登場。
裏十三家の一つ、星噛家の人間。整った容姿を持つ赤毛の少女。17歳。好物は納豆と酒。彼氏募集中。
自称会社員だが、実は悪宇商会の最高顧問。一見すると傍若無人で陽気な歳相応の少女だが、内面は悪宇商会最高顧問の肩書きに相応しい外道。他人の人生を踏み躙っても罪悪感が沸かず、むしろ娯楽として組み込む等、根本的に善悪の価値観を持たない、人でなしの筆頭格。真九郎とは、あらゆる意味で対極的な存在。その残虐さは、大抵の女性に優しい真九郎にさえ情け容赦を完全に捨てさせ、「女とも人間とも思わない。単なる敵」とまで評される程。
その体のほぼ全てを“星噛製”の高い技術力をもって作られた超高性能の人工臓器に入れ替えており、超人的な戦闘力を持つ。右手に装着した戦闘用義手も“星噛製”で、特殊な薬莢を装填する事で常識外れの打撃力を繰り出す事が可能な「要塞砲」。その体は列車に轢かれても傷一つない異常な耐久力で、まさしく要塞のような強度を持つことから「孤人要塞」の二つ名を持つ。よく薬用アルコールを一気飲みしているが、それは頑丈すぎて感覚が揺さぶられることのない体を持て余して、過剰なアルコール摂取で神経にわざと障害を発生させ感覚を揺さぶり、その酔った感覚を楽しむためのもの。だが、れっきとした人間であり、肉体の危険信号として痛みや苦しみも感じれば、もちろんセックスも出産もできる。
星噛家としての名乗りは「星噛製陸戦壱式百四号、星噛絶奈」。
初戦では戦鬼化した真九郎の打撃の連打を受けても平然とする程の頑強さを見せつけ、要塞砲の一撃で彼を完全に圧倒し、逃走に追い込んだ。
キリングフロアにて真九郎と再び激突（詳しい戦闘内容は不明）。初戦で完全に優勢だった事からあからさまに真九郎を格下と見下していたが、怒りによって通常とは様子が違う戦鬼となった彼に、絶奈の頑強な肉体が通用しない程の威力の拳を顔面に受けてまともにダメージを負ったことで、彼を対等な敵として認める。後に戦いの末、両者とも自力で立ち上がれない程の満身創痍となり、事実上の引き分けという状態になったが、組織の大幹部としてこれ以上醜態を晒せないという判断から先に終了を宣言する。真九郎の要求にはあらかた応えたものの、只一つ、遺族や被害者への謝罪は断固として拒否するなど、悪宇商会の最高顧問のプライドは譲らなかった。
『歪空の姫』において自身の意見で悪宇商会と真九郎の間に休戦協定を取り付ける。歪空魅空と真九郎が相対した際は「自分と引き分けた真九郎が魅空に負けてしまうのが我慢できない」という理由から協力もした。
漫画版でも最後の敵として真九郎の前に立ちふさがる。原作とは違い、最後の拳の競り合いで押され、右腕を全損し、真九郎に完敗。その後の処遇は不明。
ルーシー・メイ
声 - 富坂晶
悪宇商会人事部副部長を務める女性。どことなく野暮ったさを感じさせる地味な女性。
仕事に必要な情報は全て記憶しているという驚異的記憶力の持ち主だが、白紙の手帳を捲らないと記憶を上手く引き出せない。彼女曰く、頭の中が一番安全らしい。非常に狡猾で、話術にも長ける。
「人でなし」を作り上げるエキスパートで、真九郎を「人でなしの才能がある」と評し、『ギロチン』にて、真九郎をスカウトしにやってくる。実は裏十三家マニアで、真九郎のスカウトは崩月の戦鬼とコネを手に入れる目的でもあった。
基本的に飄々とした女性だが、自分のスカウトを邪魔した紫について凄まじい暴言を吐く等、彼女もまた内面が外道である。しかし悪宇商会のメンバーの中では比較的温厚で、裏十三家マニアという事もあって貴重な崩月家の内弟子である真九郎とのパイプを出来るだけ維持したいようで、『醜悪祭』にて度々真九郎の手助けをする場面もあった。また具体的な関係は不明だが、「絶奈のやり方は気に入らない」という発言をした。
真九郎の前ではアメリカのフロリダ州出身の24歳を自称していたが、全て嘘であることが紫に見抜かれている。
護衛を連れずにスカウトをしたり、挑発と取れる発言をすることからそれなり以上の戦闘能力を持つか危険を意にかけないかである。
ダニエル・ブランチャード
悪宇商会に所属するアロハシャツ姿の黒人の戦闘屋。二つ名は「鉄腕」。その名の通り、両腕を戦闘用の義手に変えている。相撲が好きらしい。小説ではイラスト化されなかったが漫画版ではコーンロウの髪型である。
単行本一巻では竜士に雇われている。初戦はその圧倒的な怪力で真九郎を完膚なきまでに叩きのめし、ホテル内での再戦でも優勢だったものの、戦鬼化を発動させた真九郎には自慢の怪力は通用せず、窓から叩き落された。
フランク・ブランカ
悪宇商会に所属する巨漢の戦闘屋。二つ名は「ビッグフット」。ホラー映画に出てくる化け物のような外見をしている。言動を見る限り知能はあまり高くないようである。弾丸を跳ね返すような鋼の肉体の持ち主。ダニエルに勝るとも劣らない怪力を誇り、真九郎に恐怖感を抱かせるが、紫の言葉で復活し、戦鬼化した彼によって叩きのめされた。しかしその後自爆を敢行し、志具原理津へ致命傷を与える事は成功した。当然ながら、フランク本人はその際に爆死している。
巨体ではあるが、未確認生物（ビッグフット）の名の通り隠密行動が得意。
ゲルギエフ
廃墟ビルにある悪宇商会傘下の違法カジノの支配人で、戦闘屋でもある。無表情で、髪の毛から魂まで全てが鉄で出来ているかのような印象を与える巨漢。瀬川姉妹にとって両親の仇である。相手が素人であろうと容赦しない冷酷な男で、相対した早紀も例外ではなく、肩と足を潰し、背骨を折るなど徹底的に痛めつけた後、穴に放り捨てた。キリングフロアでの戦闘では毒を塗ったナイフを使い真九郎を追い詰めるが、紫の言葉に奮起し戦鬼化した真九郎の敵ではなく、顎を蹴り潰されて昏倒した。

#### 歪空の関係者
歪空 魅空（ゆがみそら みそら）
裏十三家の一つ、歪空本家の一人娘。普段は松原という偽名を名乗り私立の中学に通っている。学校の成績は5番以内、部活や委員会は無所属。
本家はイギリスに移転しており日本には留学で訪れている、現在は都心の高級マンションに一人暮らし。本人は日本という国が大好きという。
二つ名は「炎帝」。性格は暴君、逆鱗に触れ粛清された者は数知れず、あちこちで恨みを買っており、その首には多額の懸賞金を懸ける組織も存在する。
日本が好きだが歪空の仕事の需要がなく、自身が成人した時自由に外遊ができなくなるため日本に来られるようにとして惨い実験を行うなど歪んだ思考の持ち主。
戦闘スキルは高く拳銃を二丁使った銃撃戦、メリケンサックを使うボクシングスタイルの格闘戦を用い、通常状態で角を出した真九郎と互角に渡り合い、歪空の特性を利用した薬でのドーピングをすると終始圧倒していた。
配下の人間として《サンダー・ボルト》、《サイクロプス》、本家に雇われた《黒騎士》の三人が存在する。
真九郎が巻き込まれた空港爆破事件に関しても何か知っているが、危険が及ぶためと真九郎には教えなかった。彼女曰く《歪空》は事件に関わっていない。
歪空家としての名乗りは「《歪空》天成純種三十八世、歪空魅空」
オズマリア・ラハ
魅空の護衛として、本家より派遣された二十代前半頃の褐色女性。二つ名は「黒騎士」。ルーシー曰く「フリーの戦闘屋でも《乱気流》、《千変妖怪》、《Q王》、《オリハルコン》、《黒騎士》は完全に別格。裏世界全体でも上位十傑に入る。」とのこと。
ギターケースに西洋式の剣を入れている。魅空と共に馳丘を奪取するため悪宇商会を襲撃した際には亞城製の重甲冑を着ていた。
グレイ・ブレナー
魅空の護衛の三十代前半頃の大柄な白人男性。二つ名は「サンダーボルト」。手の平から電気を放出し、触れた相手を感電させる戦法をとる。
魅空の実験のため紫を襲撃し、激怒した真九郎により鼓膜と股間を潰された後、紫襲撃の現行犯で逮捕される。
サイクロプス
魅空の護衛の戦争屋。本名不明。二つ名は「サイクロプス」。戦争屋として有名で、大量殺戮のプロ。悪宇商会を襲撃した際には顔にゴーグル、分厚い防護服を身に纏い、手にはM134を装備して現れた。

#### その他の人間たち
犬塚 弥生（いぬづか やよい）
声 - 大久保藍子
紅香の付き人。実家は古い忍の家系。冷徹にして寡黙で、自己主張をしない。
気配を断つ術を身に付けていて、普段は姿が見えないが、紅香が呼ぶと何も無い空間から突然姿を現したり、どこかに潜んで暗躍していたりする。時には密かに真九郎たちを監視していることもある。紅香を非常に尊敬し、紅香の犬を自称する。リン・チェンシンとも互角に渡り合う程の腕前。

村上 銀次（むらかみ ぎんじ）
戦前戦後の混乱期、および高度経済成長期に暗躍した凄腕の情報屋。戦闘力にも秀で、自力で報復者を退けていた。
数年前に海外で消息を絶ち、以来行方不明。
銀子の祖父であり、銀子は彼から情報屋としての人脈、ノウハウを全て受け継いでいる。
村上 銀正（むらかみ ぎんせい）
銀子の父。ラーメン屋「楓味亭」の店主。昔は喧嘩師として相当に鳴らしていた。
本来なら彼が村上銀次から情報屋を継ぐはずだったのだが「楓味亭」の娘に一目惚れし、ラーメン屋を継ぐことに決めた。結婚以来暴力は一切封印している。生きがいは、妻を愛すること、店を守ること、娘をからかうことらしい。
山浦 銅太（やまうら どうた）
真九郎の住む町で山浦医院という小さな病院を経営している医師。年齢は50代後半。
医院を開業する以前は海外で兵士やゲリラを相手に腕を磨いてきた。
医者の前には患者は等しく平等、という信念を持ち、患者ならば誰であろうと差別はしない。
東西 南（とうざい みなみ）
山浦の病院で働く看護師で、山浦の愛人。環の友人でもある。
看護師らしからぬ色気に溢れた女性で、老若男女問わず、患者からは人気がある。サボリ癖がある。漫画版では登場シーンがカットされ、代わりに環が出てくる。
杉原 麻里子（すぎはら まりこ）
声 - 高垣彩陽（VOMIC版）
ストーカーに悩まされていたところを真九郎に助けられた女性。
『醜悪祭』では真九郎と再会した。現在も彼氏がいない模様。
田渕 薫（たぶち かおる）
麻里子をストーキングしていた男。前科2件。
過去にも女性を監禁し暴行を加える事件を起こしていた常習犯だったが、真九郎によってどこかの国のダム建設工事に送り込まれる。
柳川
麻里子の彼氏だった大学生。高校時代に空手部に所属しており、腕には自信があると豪語し、麻里子の警護を請け負ったが、田渕に右耳を切り落とされ鼻と両手足を砕かれる。その恐怖から麻里子と縁を切る。
瀬川 静之（せがわ しずの）
『醜悪祭』で「姉の早紀を探して欲しい」と真九郎に依頼する少女。6歳。歳に似合わぬ賢さを備えたしっかり者。
瀬川 早紀（せがわ さき）
静之の姉。バイト先の友人である杉原麻里子の紹介で真九郎のことを知り、アパートの大家経由で真九郎宛てに妹の保護依頼と「好きな人と駆け落ちする」という内容の手紙を残して行方をくらました。
失踪した本当の理由は自分の両親を殺した者に復讐するためだったが、それは悪宇商会が仕組んだ陰謀であり、両親の仇であるゲルギエフに挑むも返り討ちに遭い、瀕死の状態で山奥の穴に捨てられた。しかし穴に捨てられていた死体やゴミが落下時の衝撃を緩和したことや、12月下旬の気温により身体が仮死状態となったらしく、『祭の後』で重症ながらも生存していたところを救出された。酷い傷を負わされていたが、多少時間は掛かるもののリハビリによって元に戻れる模様。なお、同様の理由で生存していた数名も救出されている。
菅原 里美（すがわら さとみ）
紫のクラスの担任教師。彼女の初めて持ったクラスの教え子が殺人容疑で捕まったため、手紙を渡してほしいという依頼を真九郎にする。
角橋 智恵（かどはし ちえ）
菅原が初めて持ったクラスの教え子の一人で現在中学二年生。母子家庭で家計のためにアルバイトをしており、先輩に割のいいバイトがあると紹介された先で事件に巻き込まれ右足と声帯を負傷した上、殺人容疑で逮捕される。
馳丘 恭治（はせおか きょうじ）
表向きはフリーのジャーナリスト。実際は賞金稼ぎで実力は中の上程度でそこそこ活躍している。
ある大物を狙っており、そのためにアルバイトとして素人の女子中学生を使っていたがその少女たちが殺害されたことで逃走を計る。
亡くなった少女たちに対して、「金を払っていたから問題ない」と発言したり、対象の人物を始末するために行きつけの店に爆弾を仕掛けようとするなど一般人が巻き込まれることに対して何も罪悪感がない。
真九郎の家族
漫画版にて少しだけイラストが登場した。真九郎の両親と姉と思われる三人。父親は仕事人間らしいスーツ姿、母親は逆にカジュアルな印象の服装で描かれている。彼らが登場した夢の中での回想シーンは空港でのテロの直前なので大きなスーツケースも描かれている。姉はセーラー服に似たデザインのワンピースを着たツインテールの少女だった。またテレビ版では瓦礫に埋もれた真九郎の前に母親の死体が現れるというシーンがある。

#### 漫画版オリジナルキャラクター
楯山 美奈子（たてやま みなこ）
第3話のゲスト。楯山家の令嬢で、パーティーの警護を真九郎に頼んだ。
波佐間（はざま）
楯山家の執事。実はこの男が美奈子の暗殺を目論んでいた。しかし、紫によってその企みは見抜かれてしまい真九郎に阻止される。
ギンクロウ
真九郎と銀子が5歳のときに河川敷の高架橋下で飼っていた犬。名前は、真九郎と銀子の子供ということで、ギン クロウ。
ある日ギンクロウが消え、2人は付近を捜したが見つからず、真九郎は諦め、そして忘れたが、銀子は諦めずに11年間捜し続けていた。
ちなみに紫はギンクロウを「ムラクロウ」と名付けた。名前は、紫と真九郎の子供ということで、ムラ クロウ。
呉木（ごき）
以前環の空手道場に通っていた男。だが痴漢を犯し破門。一度環に倒され「二度とやらない」と約束したが、懲りずに再び始めた卑劣漢。
真九郎を手こずらせるあたり相当強いようだが、環に指2本（昔は3本だったらしい）で拳を止められ、逆に手痛い正拳突きで昏倒した。
赤馬 隻（あかま せき）
悪宇商会の戦闘屋の、白髪の青年。二つ名は「レッドキャップ」（敵の返り血で自らの髪が赤く染まる事に由来）。「敵を倒すなら動かなくなるまで壊す」をモットーとしており、他者をためらいなく惨殺する冷酷な性格を持つ。
真九郎の兄弟子にあたる男で、かつては崩月流に師事していた。単純な体術のみで戦鬼化した真九郎をも圧倒する程の凄まじい使い手。幼い頃の夕乃には「お兄ちゃん」と呼ばれ慕われており、隻自身は彼女のことを「ゆうちゃん」と呼ぶ。
真九郎と同じく幼年期に大規模な犯罪に巻き込まれ、家族を失い、それをキッカケに崩月の門を叩いたという過去を持つ。また真九郎にとっての銀子のように彼を日常に引き戻そうとした幼馴染がいたようだが、真九郎との相違点は彼女を煩わしいと感じ、殺害したという点である。それが理由で崩月流を破門された様子。右腕には崩月の戦鬼の角に酷似した、星噛製の黒い角を収納しており、刃のように使う事ができる様子。
作中においては、その高い戦闘力で一度は真九郎を撃破。夕乃を連れ去る。その後、紫や仲間たちの支えから立ち直り、夕乃を取り返すために、彼のアジトへと乗り込んできた真九郎と二度目の対決。その際の戦闘において、星噛製の黒い角を利用し、真九郎を再び追いつめるものの、紫という心の支えを得て、力をさらに上げた真九郎に敗れる。その後、自らの犯した罪の謝罪のために幼馴染の墓を訪れた際、星噛絶奈の命を受けたギロチンに殺害される。
原作では「崩月ではこの百年間で弟子は真九郎を含めたった3人で、夕乃が生まれる以前に居た弟子はあまりの修行の辛さに逃げ出している」とされるが、彼はそれに矛盾するキャラクターである。
プリムラ
悪宇商会の戦闘屋の少女。二つ名は不明。隻の部下。
赤間の部下の指揮や雑務などを担当する。隻の前では「レッドキャップ様」と言うが一人では「セキ様」と呼ぶ。石柱を握りつぶす程の握力を有する。
ビアンカ
悪宇商会の戦闘屋の少女。二つ名は「八角杖」。隻の部下。
武器に棍棒を使う。常に棒付きキャンディを咥えている。
ユージェニー
悪宇商会の戦闘屋の少女。二つ名は「裂爪士」。隻の部下。
武器に鉤爪状の刃物を使う。制服を着ている。

#### TVアニメ版オリジナルキャラクター
九鳳院 和子（くほういん かずこ）
声 - 小山裕香
九鳳院蓮丈の正妻。蓮丈の愛が自分に向けられていないことを自覚し、蓮丈に愛されていた紫の実母・蒼樹に辛く当たり、暴力も振るっていた。竜士たち蓮丈の息子の真の母親を世間から隠すために、蓮丈と結婚した経緯がある。蓮丈と異なり服装も食事も洋式で、夫に対しても苛立ちを隠そうとしない。
祖父
声 - 加藤精三
竜士や紫の祖父、すなわち蓮丈の父親。8話で銀子が示した家系図によると、名は「佐兵衛」らしい。先代の御遺訓を守り、紫を奥ノ院に入れろと蓮丈に迫る。
友明（ともあき）
声 - 浦田優
真九郎のクラスメイト。美脚ジーンズを買った。
秋生（あきお）
声 - 山口真弓
真九郎のクラスメイト。ニンテンドーDSで遊ぶのが趣味と思われる。
三木 里志（みき さとし）
声 - 白鳥修馬
武藤環の彼氏だったが、別れ話を切り出した。

## 用語

### 五月雨荘
真九郎たちの暮らすボロアパート。鉄筋コンクリートの二階建て。1号室から6号室まで部屋がある。風呂は無く、トイレは共同。管理人は常駐しておらず、基本的に管理業務は行われないので、些細なトラブルや不便は住民たちで対処するという規約がある。お互いの個人的事情を詮索しない不文律があるため、住人の日常生活や経歴は謎。部屋の中で何が行われようと個人の自由で、仮に犯罪行為が行われていても一切口出ししないことを入居の際に誓約させられる。近所付き合いが成立することは稀。不戦の約定が結ばれており、この土地ではいかなる戦闘行為も禁じられている。悪宇商会ですらその協定は侵せない。泥棒も強盗も訪問販売も新聞・宗教の勧誘も有り得ない、日本屈指の安全地帯。しかし五月雨荘の敷地内で竜士は紫に暴力を振るっており、真九郎は「鉄腕」と戦闘を行っている。いつ誰が協定を締結し、禁を破った場合、制裁を誰が下すのかは現時点では不明である。

### 表御三家
作品世界において、この国の表世界で絶大な権力を握り頂点に君臨している三つの家系を指す。財力と名声、権力によって古来からこの国を実質的に支配している存在。いずれも財閥、そして名家中の名家であるため、この国でその名を知らない者はいない。自らを「清流」、裏十三家を「濁流」と称して蔑視し、接触を禁じている。
九鳳院（くほういん）
九鳳院蓮丈を当主とする大財閥。表御三家の中でも突出した力を持っている。その資産は世界全体の数%におよぶとされており、近衛隊と呼ばれる私設武装集団が一族の身辺警護を行っている。近衛隊は銃火器の装備すら許され、その戦力は自衛隊に次ぐ程のものとされる。なお近衛隊の幹部クラスは「真の強者は飛び道具を使用しない」という思想のため、銃火器を装備しない。
小説では洋風だが、TVアニメでは和風である。これは「同族結婚を繰り返してきたことから考えるに、九鳳院家は昔の伝統に固執する一族」（アニメージュ2008年5月号）との松尾監督の意向による。
麒麟塚（きりんづか）
現時点で名前のみ登場。
皇牙宮（こうがのみや）
現時点で名前のみ登場。

### 裏十三家
作品世界において、近現代までこの国の裏世界の頂点に君臨していた十三の家系を指す。遺伝的に肉体的・精神的に優れた者が生まれやすい傾向がある上、それぞれが一族秘伝の超人的能力・技術などの特殊能力を持ち、圧倒的戦闘力で古来から裏世界を支配していた。今ではその半数近くが断絶、あるいは廃業しているが、その勇名、悪名、凶名は今なお畏怖の象徴として語られ、裏世界での影響力を強く残している。家によっては一族全てが裏稼業につくわけではなく、一族の中でもさらに才能ある一部の者が稼業につくと推察される。
歪空（ゆがみそら）
特殊能力は不死、圧倒的な再生能力 。
裏十三家筆頭と言われる一族。先祖代々テロリストで今は拠点を海外に移転、本家もイギリスに移住済み。
歪空の家系の者は自然死以外で死ぬことは無く、いかなる怪我でも治癒し、病気にもかからない。天寿を全うするまで生き続ける。
その特性を利用し、肉体のリミッターを外す薬などを使用。常人なら死に至る劇薬も副作用などを無視して使用し、神経や内臓が薬で損傷しても、それを修復しながら戦う。
ただ、驚異的な生命力を持つものの人間であることには変わりなく、呼吸をしなければまともな活動は出来なくなるなどの欠点は存在する。
生まれながらに不死に近い一族ゆえ 人工物により不死に近づく星噛とは犬猿の仲。
柔沢紅香は『化け物のような』ではなく、正真正銘本物の『化け物』と呼び、崩月冥理が言うにはあまり関わりたくない一族と言う。
堕花（おちばな）
特殊能力は不明。『電波的な彼女』に「堕花」の名を冠する人物が登場するが、関連性は不明。現在は崩月と同じく裏家業は廃業している。
斬島（きりしま）
特殊能力は異常な刃物の扱いの巧さ。あらゆる刃物を使いこなし、刃物の扱いにかけては攻撃・防御ともに超人的に優れている。また一族共通の特徴として、刃物を持つと気分が高揚し、別人のような身体能力を発揮し、性格も豹変する。これは普段の人格の一部が急激に肥大化して表出しているのであって、多重人格者というわけではない。性格の変化には個人差がある。
剣術などではなく、単に刃物の扱いがとてつもなく巧いだけであり、技術的なものではない。剣術を一切学ばずに一流の剣豪を軽々と斬殺できる。ゆえに技術の研鑽を積んだ剣士たちには眼の敵にされている。
本家直系の斬彦が虚弱体質で戦闘には必ず特殊能力を発動するところをみると、崩月などのように身体の訓練等は行ってないように見受けられる。
『紅』と『電波的な彼女』に登場する斬島の人の行動などから、一族皆が殺しなどをやっているわけではないようである。
崩月冥理が言うには、少々過激だが根は意外と単純で付き合いやすい人達と言う。
円堂（えんどう）
特殊能力は不明。表の権力と融和したらしく、警察などの機関に影響力を持っているようである。
崩月（ほうづき）
特殊能力は腕に宿した角を力の源にした剛力＝戦鬼化。
幾代にも渡って常軌を逸した激しい肉体改造を繰り返した末に戦鬼の力を手に入れた一族。一族の人間は生まれながらにして、腕に力の源である角が宿っている。裏世界の仕事は法泉の代で廃業している。
一族は一見穏やかで温厚な者ばかりであるが、彼らの逆鱗に触れれば一転してその恐ろしさを味わうことになる。真九郎曰く「すごく優しいのに、激しくスパルタ」。この二面性も崩月家の人間の特徴とされている。
現在の家族構成は当主の崩月法泉、娘の冥理とその夫、孫娘の夕乃と散鶴、そして内弟子の真九郎である（この百年間で弟子は真九郎を含めたった3人で、夕乃が生まれる以前に居た弟子はあまりの修行の辛さに逃げ出している）。
崩月流とは、常軌を逸した肉体改造によって、戦鬼の力の負荷に耐え切れる肉体を作り上げる鍛錬でもある。崩月の人間でなくとも、激しい修練による肉体改造を施し、崩月の人間に体を近づけた後ならば、角を移植することで戦鬼となることが可能である。
戦鬼化を発動させた者は常人を遥かに上回る尋常ではない身体能力と剛力を発揮し、全身の機能も格段に上昇する。その豪腕から繰り出される拳の破壊力は想像を絶する。発揮される力は使用者の精神状態によって左右されるらしく、真九郎の場合は通常時よりも怒りを引き金にした時の方が威力が飛躍的に倍増するようである。しかしその反面、戦鬼化は極端に肉体を酷使するため、自身にも相当な反動を受けてしまう。
今のところ裏十三家で真九郎のように一族でない人に一族の能力を与える記述があるのは崩月のみである。
虚村（うつろむら）
崩月とは何度か戦争しているという。
豪我（ごうが）
師水（しみず）
戒園（かいえん）
御巫（みかなぎ）
病葉（わくらば）
亞城（あじょう）
崩月とは崩月法泉の頃から付き合いがあり、法泉が若い頃使っていた、防弾防刃仕様の革のジャンパーもこの家の特注品。
星噛（ほしがみ）
特殊能力はサイボーグ化。
義手、義足から果ては生殖器まで及ぶ人造臓器まで、人体のあらゆる箇所の代替品を作り出す一族。その全員が生身の部分を人造品と交換している。その技術は裏世界屈指の超高性能品で門外不出なので、稀に星噛製の人造臓器が出回るとその重さと同じ宝石などで取引されるという。
悪宇商会の設立にも深く関わっていて、一族の伝統として会社経営に参加している。
人工物により不死に近づく性質ゆえ、生まれながらに不死に近い歪空とは犬猿の仲。
崩月冥理が言うには、ビジネスライクでかなりドライな人達で利害が絡まないかぎりは特に問題は無いと言う。

### 悪宇商会
裏社会では最大手の人材派遣会社。裏世界で五本の指に入る程の規模の大組織。戦闘屋、殺し屋、呪い屋、払い屋、逃がし屋、護衛屋など多種多様な人材を揃えており、裏社会での一流の人材が多数所属している。依頼に応じて適した者を送りこみ、報酬を得る。その活動には善悪の区別もポリシーもなく、金次第でどんな犯罪にも加担し、どんな犯罪の解決にも協力する。政治家やマフィアに利用されるケースも多い。悪宇商会の構成員は全員が人殺しの経験がある。
社則として仕事以外での殺人を禁じている。そのために殺しを出来ず鬱憤が溜まっている構成員の福利厚生のためと称して、星噛絶奈の取り仕切りの下、選定した候補者の親族・友人・恋人などを不満の溜まった構成員に殺させ、候補者に仇討ちを叶える招待状を送り、候補者とその仇である構成員を戦わせ殺させることで、構成員のストレスを解消させるパーティーを行っていた。
戦闘屋
人間の破壊に特化した戦闘のスペシャリスト。その多くが、体の一部を機械化している者や常軌を逸した体躯の持ち主である。その戦闘力は圧倒的で、ただの人間では到底太刀打ちできない。
殺し屋
人間の殺害に特化した殺人のスペシャリスト。

## 評価
文学研究者の大橋崇行は一般のライトノベル作品によくみられる「一人称の語り」「定型のプロット」が本作では取り入れられておらず、紫を巡る家系の問題と真九郎の内面的な成長を正面から扱い、さらには『源氏物語』に登場する紫の上と光源氏の関係性を紫と真九郎に反映させている点が異色だったと評している。

## 既刊一覧

### 小説

#### 旧版
- 片山憲太郎（著） / 山本ヤマト（イラスト）、集英社〈スーパーダッシュ文庫〉、全4巻
  1. 『紅』 2005年12月30日第1刷発行（12月20日発売[15]）、 ISBN 4-08-630272-1
  2. 『紅 〜ギロチン〜』 2006年7月30日第1刷発行（7月25日発売[16]）、ISBN 4-08-630290-X
  3. 『紅 〜醜悪祭〜（上）』 2007年11月30日第1刷発行（11月22日発売[17]）、ISBN 978-4-08-630342-2
  4. 『紅 〜醜悪祭〜（下）』 2008年4月30日第1刷発行（4月25日発売[18]）、ISBN 978-4-08-630416-0

#### 新装版
- 片山憲太郎（著） / 山本ヤマト（イラスト）、集英社〈ダッシュエックス文庫〉、全4巻
  1. 『紅 新装版』 2014年12月19日発売[19]、ISBN 978-4-08-631012-3
  2. 『紅 〜ギロチン〜 新装版』 2014年12月19日発売[20]、ISBN 978-4-08-631013-0
  3. 『紅 〜醜悪祭〜 新装版』 2014年12月19日発売[21]、ISBN 978-4-08-631014-7
  4. 『紅 〜歪空の姫〜』 2014年12月19日発売[22]、ISBN 978-4-08-631015-4

### 漫画
- 片山憲太郎（原作） / 山本ヤマト（漫画） / 子安秀明（脚本） / 降矢大輔（コンテ構成） 『紅 kure-nai』 集英社〈ジャンプ・コミックス〉、全10巻
  1. 2008年6月9日第1刷発行（6月4日発売[23]）、ISBN 978-4-08-874509-1
  2. 2008年11月9日第1刷発行（11月4日発売[24]）、ISBN 978-4-08-874598-5
  3. 2009年5月6日第1刷発行（5月1日発売[25]）、ISBN 978-4-08-874671-5
    - アニメDVD『電波的な彼女』付予約限定版、ISBN 978-4-08-908098-6

  4. 2009年12月9日第1刷発行（12月4日発売[26]）、ISBN 978-4-08-874771-2
    - アニメDVD『電波的な彼女 〜幸福ゲーム〜』付予約限定版、ISBN 978-4-08-908106-8

  5. 2010年7月7日第1刷発行（7月2日発売[27]）、ISBN 978-4-08-870040-3
    - オリジナルアニメDVD付き予約限定版、ISBN 978-4-08-908118-1

  6. 2010年12月8日第1刷発行（12月3日発売[28]）、ISBN 978-4-08-870155-4
    - オリジナルアニメDVD付き予約限定版 ISBN 978-4-08-908120-4

  7. 2011年6月8日第1刷発行（6月3日発売[29]）、ISBN 978-4-08-870242-1
  8. 2011年11月9日第1刷発行（11月4日発売[30]）、ISBN 978-4-08-870338-1
  9. 2012年3月7日第1刷発行（3月2日発売[31]）、ISBN 978-4-08-870393-0
  10. 2012年8月8日第1刷発行（8月3日発売[32]）、ISBN 978-4-08-870486-9

### 関連書籍
- 『紅 公式ファンブック』2008年5月28日第1刷発行（5月23日発売[33]）、ISBN 978-4-08-630422-1

## ドラマCD

### 集英社版
ドラマCDオリジナルストーリーを収録。クリスマスを控えた真九郎の元に、紅香が依頼者を連れて訪れる。紫に邪魔され、銀子や夕乃に誤解されながら、真九郎は依頼者と共に依頼者の婚約者を探す。
- 2007年12月21日発売、ISBN 978-4-08-901158-4

### TVアニメーション版
ドラマCDオリジナルシナリオ3編を収録。仕事で失敗して極貧の真九郎と、同じく極貧の五月雨荘の面々と弥生。きわめて機嫌の悪い紅香に助けを求めることも出来ず、仕方なく夕乃に電話する真九郎だが…。
- 「TVアニメーション ドラマCD 紅 kurenai」
  - 発売 - マリン・エンタテインメント、2008年12月20日発売（MMCC-4177）

## テレビアニメ
2008年4月から同年6月まで独立UHF局系などで放送された。2008年7月からCS放送のキッズステーションでも放送されていた。プレスコで収録されている。
2009年12月よりキッズステーションにて再放送された。

### スタッフ
- 原作 - 片山憲太郎[5]
- 原作イラスト - 山本ヤマト[5]
- 監督・音響監督 - 松尾衡[14]
- 助監督 - 山﨑みつえ[35]
- キャラクターデザイン・総作画監督 - 石井久美[5]
- 美術監督 - 荒井和浩[5]
- コスチュームデザイン - 藤純[35]
- プロットデザイン - 大河広行
- 色彩設計 - 古市裕一[35]
- 撮影監督 - 大熊義明[35]
- 編集 - 田村ゆり[35]
- 音楽 - 村松健[35][注 5]
- プロデューサー - 大好誠[14]、篠崎真哉[14]、高取昌史、池田慎一
- アニメーションプロデューサー - 常葉みどり[14]
- アニメーション制作 - ブレインズ・ベース[5]
- 製作 - 「紅」製作委員会（集英社、ポニーキャニオン、読売広告社）[11]

### 主題歌
オープニングテーマ「Love Jump」
作詞 - 栗林みな実 / 作曲・編曲 - 菊田大介 / 歌 - 栗林みな実
エンディングテーマ「crossing days」
作詞・作曲・編曲 - R・O・N / 歌 - 新谷良子
エンディングテーマ（第8話）「手のひらの太陽」
作詞・作曲・編曲 - R・O・N / 歌 - 新谷良子

### 各話リスト
| 話数     | サブタイトル                 | 脚本     | 絵コンテ          | 演出              | 作画監督                                     |
| -------- | ---------------------------- | -------- | ----------------- | ----------------- | -------------------------------------------- |
| 第一話   | 極夜                         | 松尾衡   | 松尾衡            | 松尾衡            | 石井久美                                     |
| 第二話   | 溝と流れと                   | 松尾衡   | 松尾衡            | 小坂春女 信田ユウ | 小丸敏之                                     |
| 第三話   | 偽者の顔                     | 松尾衡   | 松尾衡            | 山﨑みつえ        | 橋本貴吉                                     |
| 第四話   | 才物                         | 川嶋澄乃 | 松尾衡            | 川面真也          | 毬雄一 土橋昭人                              |
| 第五話   | 望み                         | 林壮太郎 | 松尾衡            | 市村徹夫          | ふくだのりゆき 羽田浩二                      |
| 第六話   | 貴方の頭上に光が輝くでしょう | 松尾衡   | 松尾衡            | 松尾衡            | 中村深雪                                     |
| 第七話   | 女                           | 森川治   | 松尾衡            | 菅原静貴          | 後藤圭二                                     |
| 第八話   | 自愛と臆病と                 | 川嶋澄乃 | 松尾衡 山﨑みつえ | 山﨑みつえ        | ふくだのりゆき 小松香苗                      |
| 第九話   | 貴方と私と                   | 林壮太郎 | 松尾衡            | 菅原静貴          | 村松尚雄                                     |
| 第十話   | 慣れの恐怖                   | 森川治   | 松尾衡 山﨑みつえ | 松尾衡            | 小林利充、中村直人 宗崎暢芳、谷川亮介 進藤優 |
| 第十一話 | われ思考う                   | 松尾衡   | 松尾衡            | 市村徹夫          | 中村深雪、松本健太郎 ふくだのりゆき          |
| 第十二話 | われ存在り                   | 松尾衡   | 松尾衡            | 松尾衡            | 石井久美                                     |

### 放送局
| 放送地域 | 放送局             | 放送期間                      | 放送日時           | 放送系列       | 備考             |
| -------- | ------------------ | ----------------------------- | ------------------ | -------------- | ---------------- |
| 千葉県   | チバテレビ         | 2008年4月3日 - 2008年6月19日  | 木曜 26:00 - 26:30 | 独立UHF局      |                  |
| 神奈川県 | tvk                | 2008年4月3日 - 2008年6月19日  | 木曜 26:15 - 26:45 | 独立UHF局      |                  |
| 埼玉県   | テレ玉             | 2008年4月5日 - 2008年6月21日  | 土曜 25:30 - 26:00 | 独立UHF局      |                  |
| 大阪府   | テレビ大阪         | 2008年4月5日 - 2008年6月21日  | 土曜 26:40 - 27:10 | テレビ東京系列 |                  |
| 愛知県   | テレビ愛知         | 2008年4月9日 - 2008年6月25日  | 水曜 25:58 - 26:28 | テレビ東京系列 |                  |
| 日本全域 | キッズステーション | 2008年7月22日 - 2008年10月7日 | 火曜 24:00 - 24:30 | CS放送         | リピート放送あり |

### DVD
発売・販売元：ポニーキャニオン。全6巻（各巻2話収録）。2008年7月16日より毎月1巻ずつ発売。初回特典：山本ヤマト描き下ろし「紫」スリムポスター（182mm×515mm：B3タテ半サイズ）。
- 仕様：スーパージュエルボックスケース仕様、ピクチャーレーベル
- 映像特典：本編未使用シーン（コンテ絵+プレスコ音声）
- 音声特典（セル版のみ）：全話オーディオコメンタリー（表コメンタリー＋裏コメンタリー）
- 全巻購入特典：キャラクターオリジナルボイスCD（九鳳院紫・村上銀子・崩月夕乃）

1. 第1話、第2話収録 2008年7月16日発売（PCBG-51182）、初回限定特典：設定資料集付属
2. 第3話、第4話収録 2008年8月20日発売（PCBG-51183）
3. 第5話、第6話収録 2008年9月17日発売（PCBG-51184）
4. 第7話、第8話収録 2008年10月15日発売（PCBG-51185）
5. 第9話、第10話収録 2008年11月19日発売（PCBG-51186）
6. 第11話、第12話収録 2008年12月17日発売（PCBG-51187）

### BD
ポニーキャニオンから、2011年8月17日に「紅」のBlu-ray Disc BOXが初回限定生産仕様で発売された。
- 仕様：キャラクターデザイン・石井久美描き下ろしデジパック収納ケース
- ブックレット同梱（96頁、DVD版の設定資料集・ブックレットの再編集）
- 映像特典、音声特典はDVD版と同様
- ディスク3枚組、全12話収録 2011年8月17日発売（PCXP-60004）

### CD
- 「KURENAI Original Sound Track」（全2枚組）
  - 音楽 - 村松健
  - 発売 - ランティス、2008年6月25日発売（LACA-9117 - LACA-9118）
- オープニング主題歌「Love Jump」
  - 作詞・歌 - 栗林みな実、作曲・編曲 - 菊田大介
  - 発売 - ランティス、販売 - キングレコード、2008年4月23日発売（LACM-4480）
- エンディング主題歌「crossing days」
  - 歌 - 新谷良子、作詞・作曲・編曲 - R・O・N
  - 発売 - ランティス、販売 - キングレコード、2008年5月21日発売（LACM-4502）

## OVA
コミックス第5巻（2010年7月2日発売）及び第6巻（2010年12月3日発売）のオリジナルアニメDVD付き予約限定版に収録されたOVA作品。それぞれ、アニメオリジナルストーリーを含む3話（計約30分）を収録。声優はTVアニメシリーズと同じ。主要スタッフもほぼ変更なし。
キャラクターデザインが一新され、より原作に近いものになっている（リン・チェンシンの髪型もTVアニメシリーズではなく原作に準じる）。斬島切彦のアニメ初登場が事前に告知されており、他にルーシーも初登場した。
エンディングには、テレビシリーズBGMの1曲『水平線のむこうに』が使われている。

### スタッフ（OVA）
- 監督・音響監督・脚本 - 松尾衡
- キャラクター原案 - 山本ヤマト
- キャラクターデザイン・作画監督 - 石井久美
- 美術監督 - 荒井和浩
- 色彩設計 - 古市裕一
- 撮影監督 - 大熊義明
- 編集 - 池田康隆
- 音楽 - 村松健
- 企画 - 渡辺隆
- ゼネラルプロデューサー - 渡辺直樹
- プロデューサー - 大好誠、篠崎真哉
- 制作 - ブレインズ・ベース
- 製作 - 集英社

### 各話リスト（OVA）
| 巻数  | 話数  | サブタイトル   | 絵コンテ | 演出     |
| ----- | ----- | -------------- | -------- | -------- |
| 第5巻 | 第1話 | 悪宇商会       | 石井久美 | 石井久美 |
| 第5巻 | 第2話 | 銀子のパソコン | 石井久美 | 石井久美 |
| 第5巻 | 第3話 | ダイアリー     | 石井久美 | 石井久美 |
| 第6巻 | 第4話 | トモダチ       | 柴田勝紀 | 柴田勝紀 |
| 第6巻 | 第5話 | 宝物           | 松尾衡   | 松尾衡   |
| 第6巻 | 第6話 | 九鳳院の車     | 松尾衡   | 松尾衡   |

## ネットラジオ
2008年3月から同年6月まで、lantis ネットラジオでネットラジオ『紅ラジオ「おとなの時間」』が放送された。毎週水曜日更新（全15回）。パーソナリティは黒田崇矢（九鳳院蓮丈役）と真田アサミ（武藤環役）。Windows Media Audio及びRealAudioに対応。また、音泉でも同年4月3日から再配信されていた（毎週木曜日配信）。